# Gunung Pelang (berg i Indonesien, lat 4,53, long 96,72)
Gunung Pelang är ett berg i Indonesien.   Det ligger i provinsen Aceh, i den västra delen av landet, 1 600 km nordväst om huvudstaden Jakarta. Toppen på Gunung Pelang är 1 570 meter över havet.
Terrängen runt Gunung Pelang är kuperad. Runt Gunung Pelang är det ganska glesbefolkat, med 42 invånare per kvadratkilometer. I omgivningarna runt Gunung Pelang växer i huvudsak städsegrön lövskog.